# Дуванка (річка)
Дуванка — річка в Україні, права притока річки Красна. Басейн Сіверського Дінця. Довжина 27 км. Площа водозбірного басейну 273 км². Похил 1,2 м/км. Долина глибока, асиметрична. Річище помірно звивисте. Використовується на зрошення та сільськогосподарські потреби. Збудовані водосховища.
Бере початок біля с. Арапівка. Тече по території Сватівського району Луганської області.

## Притоки
- Балка Приватна (ліва).

## Назва
За родинною легендою поміщиків Тихоцьких та Кашинцевих викладеною у п'ятому томі «Історико-статистичний опис Харківської єпархії» Філаретом (Гумілевським Д. Г.), виданої у 1858 році, річка отримала свою назву від татар, які повертаючись з набігів біля цієї річки займалися розподілом награбованого. Назва річки перекладалася з татарської як «розподіл» («дуванить»- ділити). Від самої річки отримали назву села, що знаходяться на її берегах: Верхня Дуванка та Нижня Дуванка.
До речі письменник Лєсков М. С. (1831-1895) у 10-й главі оповідання «Грабіж» (1887) використовує слово «дуван дуванити» саме в значенні «розподіляти награбоване».
|                                                                                           | \| - Ні, братці, гусак свині не товариш: ви собі свій дуван дуваньте, а Єфросина не чіпайте. \| Оригінальний текст (рос.) - Нет, братцы, гусь свинье не товарищ: вы себе свой дуван дуваньте, а Ефросина не трогайте. |
| - Ні, братці, гусак свині не товариш: ви собі свій дуван дуваньте, а Єфросина не чіпайте. | |